# Marcus Julien
Marcus Julien (30 dicembre 1986) è un calciatore grenadino, attaccante dell'Eagles Super Strikers.

## Carriera

### Club
Nel 2004 firma un contratto con l'Eagles Super Strikers.

### Nazionale
Debutta in Nazionale il 5 novembre 2006, nell'amichevole Barbados-Grenada. Mette a segno la sua prima rete con la maglia della Nazionale il 7 dicembre 2008, in Grenada-Barbados (4-2), in cui mette a segno la rete del momentaneo 2-0. Ha partecipato, con la Nazionale, alla Gold Cup 2009 e alla Gold Cup 2011. Ha collezionato in totale, con la maglia della Nazionale, 33 presenze e 4 reti.